# Dillon Hall
Le Dillon Hall – ou School Building Number 2 – est un bâtiment scolaire américain à Santa Fe, dans le comté de Santa Fe, au Nouveau-Mexique. Construit dans le style Pueblo Revival en 1936, cet édifice de la New Mexico School for the Deaf est inscrit au Registre national des lieux historiques depuis le 22 septembre 1988.